# Grabek (województwo łódzkie)
Grabek – dawna wieś (obecnie teren odkrywki Szczerców KWB Bełchatów) w Polsce położona była w województwie łódzkim, w powiecie bełchatowskim, w gminie Szczerców. W XVII wieku istniał folwark i osada Grabek, wchodził w skład dóbr Stróża. W 1827 było tam 17 domów i 124 mieszkańców, a w pierwszych latach XX w. we wsi było 190 mieszkańców, 23 domy i zajmowała 215 mórg obszaru. Należała wówczas do gminy Sulmierzyce, parafii Chabielice w powiecie noworadomskim, w guberni piotrkowskiej.
W PRL wieś o charakterze rolniczym, o zwartej zabudowie, położona przy drodze wojewódzkiej nr 483. W latach 1975–1998 miejscowość administracyjnie należała do województwa piotrkowskiego. W latach 60. XX w. odkryto w tym rejonie złoża węgla brunatnego. Prace związane z uruchomieniem kopalni były kilkakrotnie wstrzymywane w latach 1979-1991. Ostatecznie odkrywka Szczerców ruszyła w 2002 (po ponad dwóch latach prac przygotowawczych). Grabek znikł z powierzchni ziemi. Na terenach, które zajmowała wieś, znajduje się wyrobisko odkrywki Szczerców, część kopalni Bełchatów.

## Wrzesień 1939

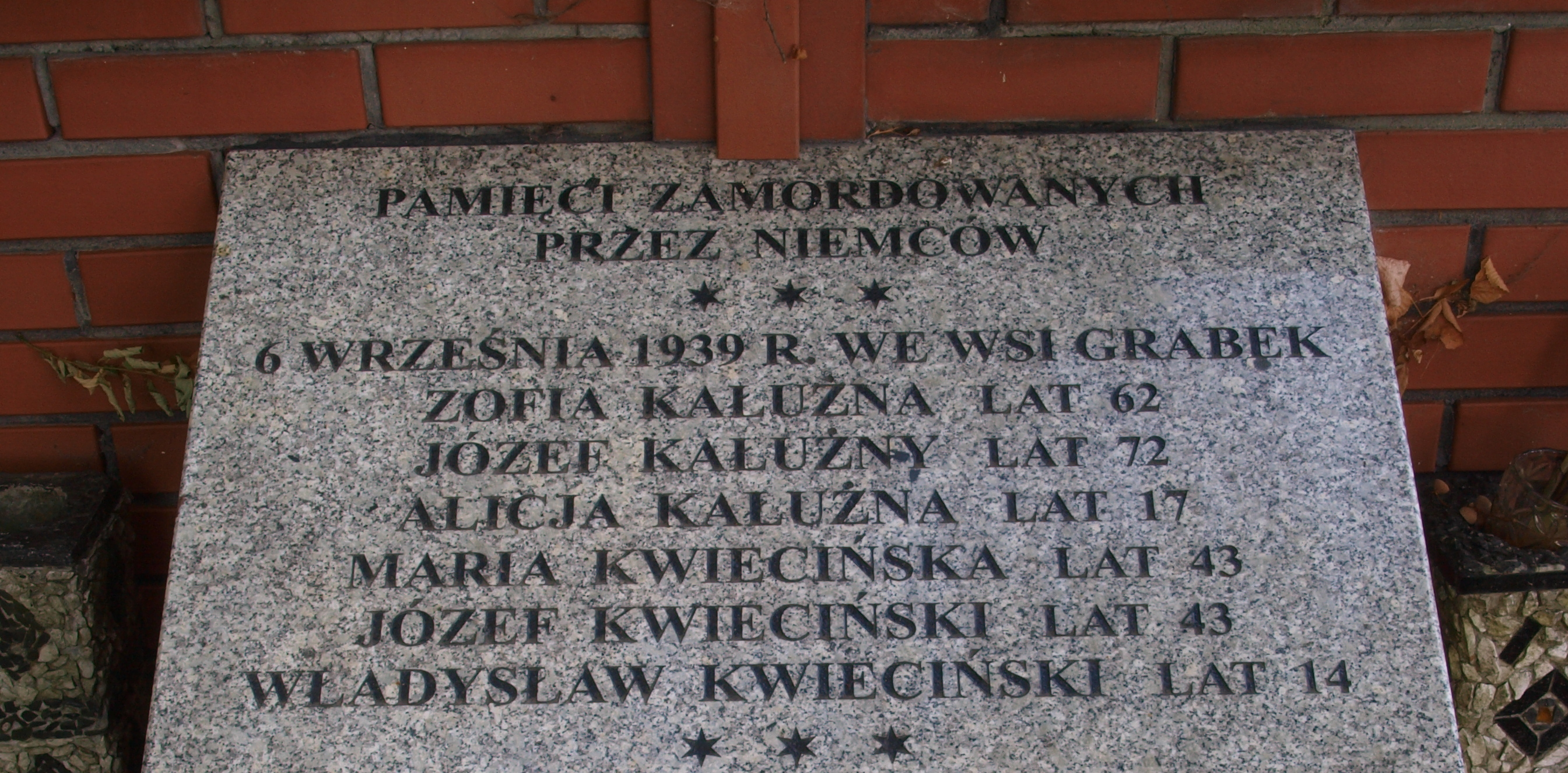
Tablica przy kościele w Stróży

6 września 1939 niemieccy najeźdźcy wkroczyli do wioski. Żołnierze Wehrmachtu podpalali zabudowania gospodarcze i mieszkalne, wrzucali do domów granaty, mordowali napotkanych mieszkańców. Zabito wówczas 8 mieszkańców Grabka, wiele osób zostało rannych. Zabici zostali:
- Zofia Kałużna lat 62
- Józef Kałużny lat 72
- Alicja Kałużna lat 17
- Maria Kwiecińska lat 43
- Józef Kwieciński lat 43
- Władysław Kwieciński lat 14
- Adam Mularczyk lat 17
- Wincenty Mularczyk lat 18[2].

Tablica upamiętniająca to wydarzenie znajduje się przy kościele parafialnym w Stróży. Grabek ponownie należał do tej parafii od jej reaktywacji w 1927.